# Арендс, Бруно
Бруно Арендс (Бруно Аронс, англ. Bruno Ahrends; 9 апреля 1878, Берлин, Германия — 24 июля 1948, Кейптаун, Южная Африка) — немецкий архитектор, практиковавший в Берлине.

## Биография
Бруно Арендс родился в еврейской семье берлинского банкира. Изучал архитектуру в Мюнхене и Шарлоттенбурге. Автор застройки жилого района Вейсе Штадт (1928—1931) и ряда жилых зданий в Берлине в начале 1930-x годов.
В 1936 году сбежал от нацистов: сначала в Италию, а затем — в Англию (1939). Там, не имея средств, попал в бедственное положение и в 1948-м году вместе с женой уехал к сыновьям в Южную Африку, где вскоре умер.

## Избранные проекты и постройки
- Застройка района Вейсе Штадт (Берлин), 1928—1931.
- Дом (Miquelstraße 66-68, 1911 год) в районе Далем, с середины 1990-х служит официальной резиденцией Президента Бундестага
- Здание для общества «Primus» (1929)